# Silenen
Silenen (rm. Val Silauna) – miejscowość i gmina w Szwajcarii, w kantonie Uri. Leży nad rzeką Reuss.

## Demografia
W Silenen mieszkają 1 984 osoby. W 2021 roku 6,9% populacji gminy stanowiły osoby urodzone poza Szwajcarią. 

## Transport
Przez teren gminy przebiegają autostrada A2 oraz droga główna nr 2.